# Xeno Münninghoff

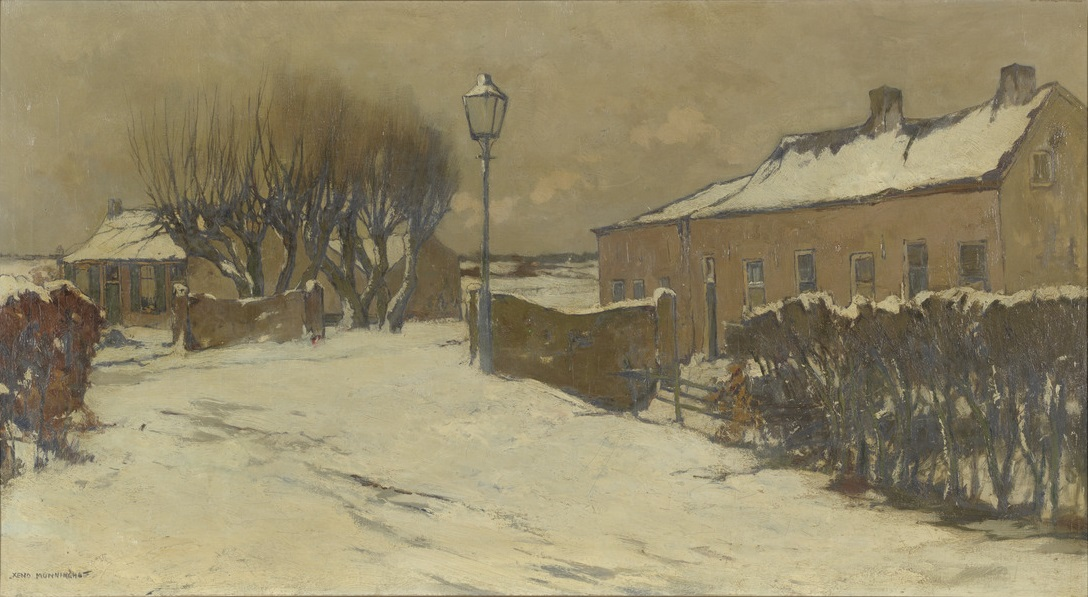
Dorpsweg in de winter, RCE

Xeno Münninghoff, eigenlijk Xeno Augustus Franciscus Munninghoff, (Deventer, 25 augustus 1873 – Barneveld, 31 oktober 1944) was een Nederlands schilder, tekenaar, graficus en grafoloog.

## Leven en werk
Münninghoff was een zoon van de Deventer steendrukker Xeno Franciscus Ludovicus Munninghoff en de Belgische Therèse Aline Könighaus. Zijn overgrootvader was vanuit het Duitse Saerbeck naar Deventer getrokken. De familie werd in de registers van de burgerlijke stand ingeschreven als Munninghoff, maar voerde de naam in de regel met umlaut op de u. Xeno Münninghoff kreeg in Deventer les van Arend Hijner (1890-1892) en studeerde vervolgens als leerling van Jan Derk Huibers aan de Rijksnormaalschool voor Teekenonderwijzers in Amsterdam (1892-1896), waar hij de mo-akte tekenen behaalde. Na zijn studie werd Münninghoff directeur van de gemeente-tekenscholen in Renkum (1897) en Oosterbeek (1898), in 1912 werden de scholen samengevoegd. Tot zijn leerlingen behoorden Adrienne Johanna de Booij, Wilhelmina Drupsteen, Anton Jakma, Ben van Londen en To van Oosten Slingeland. Bij zijn afscheid als docent in 1937, werd hij benoemd tot ridder in de Orde van Oranje-Nassau. Naast kunstenaar en docent was Münninghoff een bekend grafoloog. Hij vertaalde enkele werken op dit gebied.
Münninghoff schilderde en tekende landschappen, portretten en figuurvoorstellingen in een naturalistische stijl, hij maakte daarnaast etsen en litho's. In 1906 trouwde hij met de schilderes Tilly van Vliet (1879-1960). Ze hadden bij hun huis elk een eigen atelier. Het echtpaar was lid van de Renkumse kunstvereniging Pictura Veluvensis en de Arnhemse vereniging Artibus Sacrum, van beide was Münninghoff ook bestuurslid. In 1909 en 1910 behaalde hij een gouden medaille op een tentoonstelling in Utrecht. In 1914 had hij een expositie in Frankfurt am Main, die werd ingericht door prof. Carel Dake.
Xeno Münninghoff overleed op 71-jarige leeftijd in Barneveld, nadat hij door de oorlog zijn woonplaats had moeten ontvluchten. Hij werd aanvankelijk begraven in Barneveld en in november 1945 herbegraven op de oude begraafplaats aan de Fangmanweg in Oosterbeek. Later werd hier ook zijn vrouw bijgezet. Op hun grafsteen staat de tekst "Ars longa, vita brevis" (de kunst blijft bestaan, het leven is kort). In 1962 werd in Oosterbeek de Münninghoflaan naar de schilder vernoemd. Zijn werk is opgenomen in de collecties van onder andere het Museum Arnhem en Museum Veluwezoom.

## Enkele werken

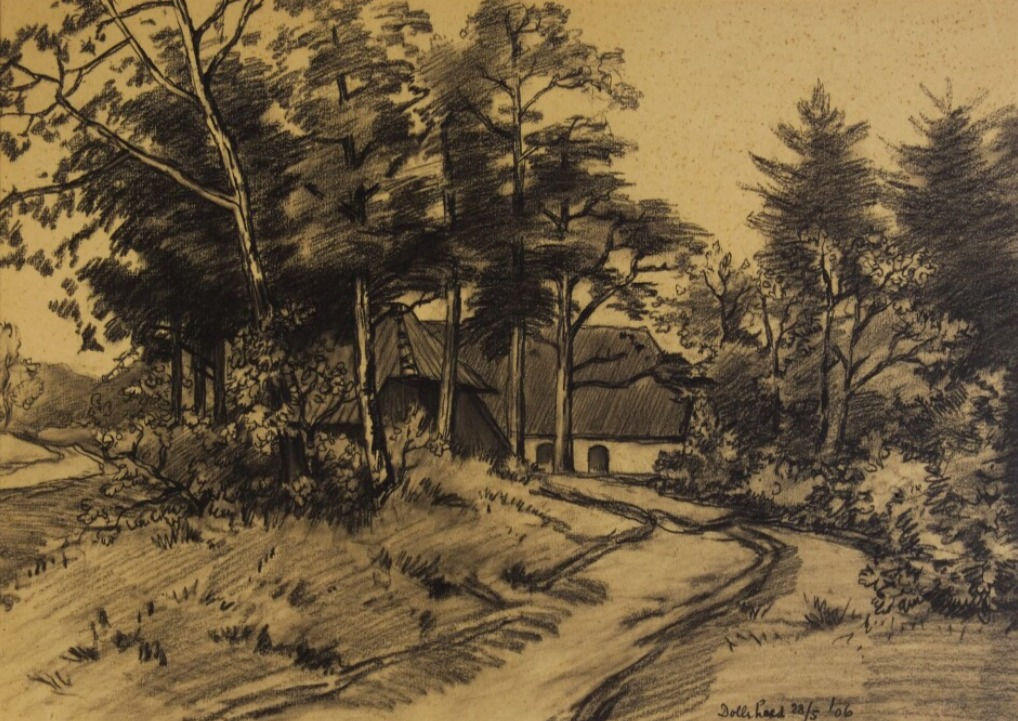
Dolle Hoed (1906), krijttekening, Gelders Archief
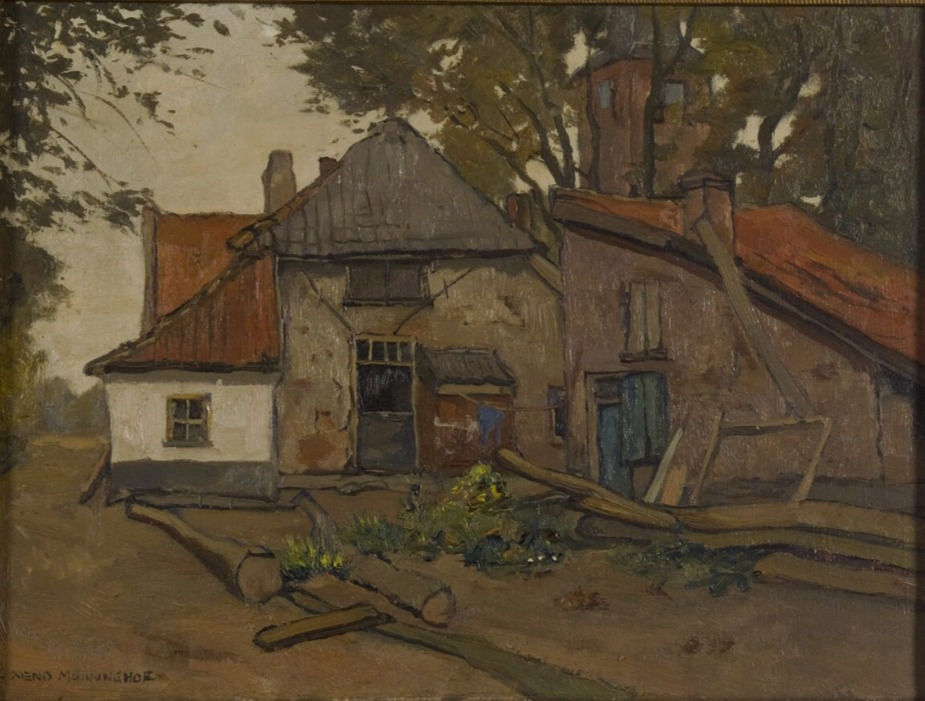
Huis van Budel to Oude Jan, olieverf, Gelders Archief
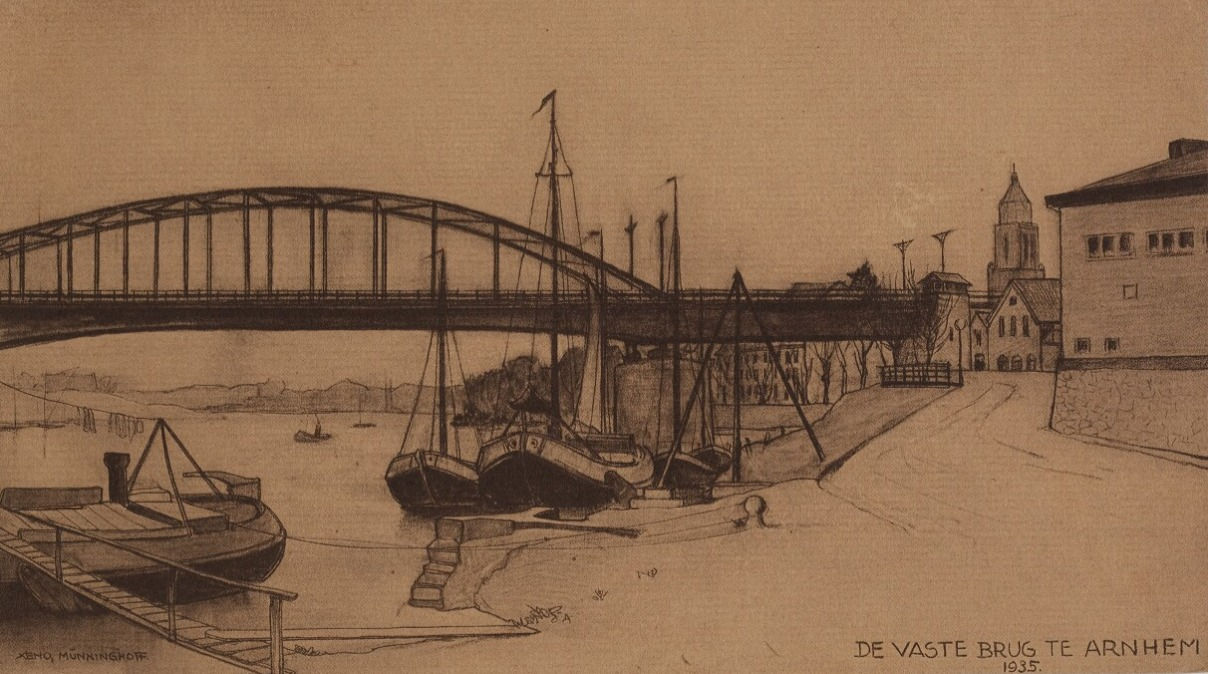
De vaste brug te Arnhem (1935), tekening, Gelders Archief